# Спомен-чесма у Прилипцу
Спомен-чесма у Прилипцу налази се у селу Прилипац Општина Пожега, у непосредној близини Богородичине цркве. Подигнута је за време краља Александра I Карађорђевића у спомен борцима палим у Ослободилачким ратовима Србије 1912-1918. године.
Чесма је посвећена војницима погинулим и умрлим у Балканским и Првом светском рату из пожешких села села Лопаш, Прилипац и Пилатовићи, која су пре Другог светског рата била у саставу Драгачева.
Озидана је рустично обрађеним каменом у који су уграђене плоче од белог мермера са списковима палих бораца. Изнад је плоча са натписом:
Борцима отаџбине и слободе, творцима националног уједињења 1912-1918.
а поврх придодата још једна, мања, чији натпис гласи:
За Владе Њ.В. Краља Александра I Карађорђевића
подигнута је ова спомен чесма
трудом Општине Прилипачке,
помоћу Генералне Дирекције Воде
и Министарства Народног Здравља
1926. год.
Око чесме постављена су четири кенотафна обележја - крајпуташа војницима палим у Првом и Другом светском рату.